# Shasta (personaje de Las crónicas de Narnia)
Shasta, más tarde conocido como Cor de Archenland, es un personaje de ficción de la saga Las Crónicas de Narnia, por C. S. Lewis. Él es el personaje principal en el quinto libro de la saga en orden de publicación y tercero en orden cronológico (El caballo y el muchacho). Es mencionado en el segundo capítulo de La silla de plata, por un poeta quien recitaba unos versos del él, Aravis y su viaje a Narnia. También aparece brevemente al final del libro La última batalla, el séptimo y último libro de la serie (en los dos órdenes).
Nacido como el hijo mayor y heredero al trono del Rey Lune de Archenland, y gemelo del Príncipe Corin, Cor fue secuestrado como un bebé y creció como un hijo de un pobre pescador en el país de Calormen. En El caballo y el muchacho, (que transcurre durante el reinado del Sumo Monarca, Peter Pevensie y su hermano el Rey Edmund Pevensie y sus 2 hermanas, la Reina Susan Pevensie y la Reina Lucy Pevensie), Shasta escapa a la libertad. Salva a Archenland de una invasión por parte de Calormen, aprende su verdadera identidad, y se restablece a su patrimonio. Shasta es acompañado durante su largo viaje por el desierto por Bree y Hwin (dos caballos parlantes originarios de Narnia) y la tarkina (noble feudal) de Calormen, llamada Aravis. Shasta crece hasta convertirse en Rey de Archenland y se casa con Aravis.

## Historia
Cuando Shasta era un bebé llega en un bote a la orilla de una playa, donde un pescador llamado Arsheesh lo encuentra y decide criarlo para que trabaje para él. Un día, un tarkaan llega a su casa y habla con Arsheesh. Mientras Shasta escucha desde fuera de la casa la conversación, descubre que el pescador no es su padre, ya que éste está negociando para venderlo al tarkaan. Luego, va hacia el establo donde se encuentra el caballo del tarkaan y le cuenta su problema. Para su sorpresa, el caballo puede hablar y le revela que quiere escapar hacia Narnia, una tierra del norte donde los animales parlantes son comunes y los habitantes están gobernados por dos reyes (Peter y Edmund) y dos reinas, (Susan y Lucy). Shasta acepta escapar con el caballo, que se llama Bree. 
En sus aventuras, Shasta se encuentra con otro fugitivo, una tarkina llamada Aravis, quien también escapa de Calormen con una yegua parlante, Hwin. Cuando llega a Tashbaan se encuentra también con alguien exactamente igual a él, el Príncipe Corin de Archenland, con quien es confundido. 
Shasta se entera de que Calormen planea atacar Archenland como primer paso para conquistar Narnia, por lo que cabalga a gran velocidad para advertir a Archenland de la llegada de los enemigos. Después de advertir exitosamente a los habitantes de Archenland y participar de la derrota de los Calormenos, descubre que él es el Príncipe Cor, hijo del Rey Lune y hermano gemelo del Príncipe Corin. También descubre que había una profecía hecha cuando era bebé que anunciaba que él salvaría a Archenland de un gran mal; esto condujo a los enemigos de Archenland a secuestrarlo y dejarlo al cuidado de Arsheesh cuando era aún un bebé. Shasta es reintegrado a la familia real y luego se casa con Aravis. 
Por su apariencia física, de piel y cabello claro, Shasta se distinguía entre los calormenes, quienes tenían piel y cabello oscuros. Por esta razón, tanto el tarkaan que quiso comprarlo como esclavo como Bree, se dan cuenta de que debe ser originario del norte, y no de Calormen. Por otro lado, la fugitiva Aravis nos muestra aspectos de la cultura calormene como el matrimonio arreglado infantil, la sociedad de castas, la deificación del monarca o "Tisroc" y la idolatría.
este aspecto revela el sesgo imperialista o colonialista que se deja entrever en la literatura de Lewis, en donde la cultura más avanzada o "civilizada" está asociada a la población caucásica, y la esclavista y idolátrica a la población del sur. En la cultura calormene, podemos encontrar elementos árabes e hindúes, lo que refuerza el paradigma del imperialismo inglés hasta mediados del siglo XX.
- Datos: Q943141